# Archaeoscorpiops
Genre
Archaeoscorpiops est un genre fossile de scorpions de la famille des Palaeoeuscorpiidae.

## Distribution
Les espèces de ce genre ont été découvertes dans de l'ambre de Birmanie. Elles datent du Crétacé,.

## Liste des espèces
Selon World Spider Catalog 23.5 :
- † Archaeoscorpiops cretacicus Lourenço, 2015

et décrite depuis
- † Archaeoscorpiops grossei Lourenço, 2023

## Systématique et taxinomie
Ce genre a été décrit par Lourenço en 2015 dans les Palaeoeuscorpiidae.

## Publication originale
(juin 2024).
- Lourenço, 2015 : « A new subfamily, genus and species of fossil scorpions from Cretaceous Burmese amber (Scorpiones: Palaeoeuscorpiidae). » Beiträge zur Araneologie, vol. 9, p. 457–464.